# Крушево (Примоштен)
Крушево (хорв. Kruševo) — населений пункт у Хорватії, у Шибеницько-Книнській жупанії у складі громади Примоштен.

## Населення
Населення за даними перепису 2011 року становило 79 осіб.
Динаміка чисельності населення поселення:

## Клімат
Середня річна температура становить 14,53 °C, середня максимальна – 28,18 °C, а середня мінімальна – 1,46 °C. Середня річна кількість опадів – 731 мм.
| Клімат поселення                              | Клімат поселення | Клімат поселення | Клімат поселення | Клімат поселення | Клімат поселення | Клімат поселення | Клімат поселення | Клімат поселення | Клімат поселення | Клімат поселення | Клімат поселення | Клімат поселення | Клімат поселення |
| Показник                                      | Січ.             | Лют.             | Бер.             | Квіт.            | Трав.            | Черв.            | Лип.             | Серп.            | Вер.             | Жовт.            | Лист.            | Груд.            |                  |
| Середній максимум, °C                         | 10,06            | 10,56            | 13,32            | 16,89            | 22,05            | 25,97            | 28,18            | 27,98            | 23,52            | 19,10            | 13,62            | 10,50            |                  |
| Середня температура, °C                       | 5,76             | 6,26             | 9,03             | 12,60            | 17,74            | 21,67            | 24,57            | 24,38            | 19,91            | 15,50            | 10,01            | 6,89             |                  |
| Середній мінімум, °C                          | 1,46             | 1,96             | 4,73             | 8,30             | 13,45            | 17,36            | 20,97            | 20,78            | 16,30            | 11,89            | 6,40             | 3,29             |                  |
| Норма опадів, мм                              | 66               | 57               | 61               | 64               | 50               | 49               | 27               | 42               | 69               | 77               | 91               | 78               |                  |
| Середньомісячна швидкість вітру, м/с          | 2.98             | 3.15             | 3.26             | 3.12             | 2.73             | 2.46             | 2.48             | 2.36             | 2.63             | 2.76             | 3.34             | 3.27             |                  |
| Середньомісячна сонячна радіація, кДж/м²·день | 5472             | 8230             | 11980            | 16597            | 20544            | 23118            | 24732            | 21642            | 16139            | 10496            | 5923             | 4629             |                  |
| --------------------------------------------- | ---------------- | ---------------- | ---------------- | ---------------- | ---------------- | ---------------- | ---------------- | ---------------- | ---------------- | ---------------- | ---------------- | ---------------- | ---------------- |
| Джерело:                                      |                  |                  |                  |                  |                  |                  |                  |                  |                  |                  |                  |                  |                  |